# Magnetopausa
La magnetopausa és la frontera magnètica entre la magnetosfera i el vent solar (plasma). Aquesta regió presenta unes dimensions variables depenent de la posició relativa de la Terra i el Sol. A les regions il·luminades pel Sol es troba a uns 60 mil km ({\displaystyle 6\times 10^{4}} km) de la superfície terrestre; la distància augmenta progressivament fins a distàncies de l'ordre de desenes de milions de quilòmetres ({\displaystyle 10^{7}} km).
Es comporta aproximadament com una gota de líquid exposada a un flux supersònic. La magnetopausa s'arrissa, s'encavalca i a vegades es trenca.
En termes de ciència planetària, la magnetopausa és el lloc on la pressió magnètica cap en fora del camp magnètic es troba equilibrada pel vent solar, un plasma. La major part de les partícules solars es deflecteixen a ambdós costats de la magnetopausa, de forma similar a l'aigua es deflecteix davant de la proa d'un vaixell. Tanmateix, algunes partícules queden atrapades en el camp magnètic de la Terra i formen el cinturó de Van Allen